# Антонов, Василий Дмитриевич
Василий Дмитриевич Антонов (1924—1943) — советский военнослужащий. Участник Великой Отечественной войны. Герой Советского Союза (1943). Старший сержант.

## Биография
Василий Дмитриевич Антонов родился в 1924 году в селе Полевые Локотцы Ефремовского уезда Тульской губернии РСФСР (ныне село Измалковского района Липецкой области Российской Федерации) в крестьянской семье. Образование среднее. После окончания школы работал счетоводом в колхозе.
В ряды Рабоче-Крестьянской Красной Армии В. Д. Антонов был призван Волынским районным военкоматом Орловской области в декабре 1941 года. Окончил школу младших командиров, освоил воинскую специальность пулемётчика. В боях с немецко-фашистскими захватчиками сержант В. Д. Антонов с 14 января 1943 года на Воронежском фронте в должности командира отделения пулемётной роты 1-го стрелкового батальона 86-го стрелкового полка 180-й стрелковой дивизии 3-й танковой армии. Боевое крещение получил под Россошью во время Острогожско-Россошанской операции. В составе своего подразделения освобождал город Россошь. В ходе начавшейся в феврале 1943 года Харьковской операции 180-я стрелковая дивизия была переподчинена 69-й армии и принимала участие в освобождении Харькова. В результате немецкого контрудара под Харьковом дивизия отступила в Сумский район Сумской области, где в составе 38-й армии удерживала позиции до лета 1943 года. Сержант В. Д. Антонов участвовал в оборонительной фазе Курской битвы и Белгородско-Харьковской операции. Особо отличился в Битве за Днепр.
Прорвав немецкую оборону на участке Сумы-Краснокутск, войска Воронежского фронта устремились к Днепру. В ходе наступления пулемётная рота, в которой служил В. Д. Антонов, обеспечивала продвижение вперёд своего батальона. 4 сентября 1943 года в бою у деревни Олейники сержант Антонов огнём из своего пулемёта подавил мешавшую наступлению стрелковых частей вражескую огневую точку, и первым ворвавшись в населённый пункт, вёл шквальный огонь по отступающему противнику, уничтожив при этом 30 немецких солдат и офицеров. За проявленное в бою мужество Василий Дмитриевич был награждён медалью «За отвагу» и вскоре произведён в старшие сержанты. У села Михайловка продвижение 1-го стрелкового батальона 82-го стрелкового полка было остановлено огнём вражеского ДЗОТа. Василий Дмитриевич со своими бойцами ночью сумел подобраться к немецким позициям, и блокировав ДЗОТ, уничтожил находившихся в нём немецких солдат. В результате батальон сломил сопротивление противника и освободил Михайловку. Преследуя стремительно отступавшие немецкие войска, передовые части 38-й армии Воронежского фронта в конце сентября 1943 года вышли на рубеж реки Днепр. В ночь на 29 сентября 1943 года в числе первых форсировало Днепр и отделение старшего сержанта В. Д. Антонова. Закрепившись на плацдарме у села Старые Петровцы, отделение пулемётным огнём прикрыло переправу своего батальона. Форсировав Днепр, 1-й стрелковый батальон начал стремительно продвигаться к речке Старик, имея задачу преодолеть водную преграду и захватить господствующую высоту на противоположном берегу реки, но был остановлен шквальным фланговым огнём немецкого пулемёта. Подавить огневую точку вызвался старший сержант Антонов. Вооружившись гранатами, он сумел обойти огневую точку противника и метким броском гранаты уничтожил вражеский пулемёт вместе с прислугой. Возобновив атаку, батальон сходу преодолел водный рубеж. Первым на высоту ворвалось отделение старшего сержанта Антонова. В ожесточённом бою Василий Дмитриевич со своими бойцами уничтожил свыше тридцати солдат и офицеров противника. За форсирование реки Днепр, прочное закрепление плацдарма на западном берегу реки Днепр и проявленные при этом отвагу и геройство указом Президиума Верховного Совета СССР от 29 октября 1943 года старшему сержанту Антонову Василию Дмитриевичу было присвоено Звание Героя Советского Союза.
Захваченный частями 38-й армии плацдарм, получивший название Лютежского, сыграл главную роль в освобождении города Киева. В дальнейшем в составе своего подразделения Василий Дмитриевич принимал участие в освобождении столицы Украины. Стремясь отбросить войска Красной Армии обратно за Днепр, в ноябре 1943 года немецкие войска перешли под Киевом в контрнаступление. В ходе Киевской оборонительной операции подразделения 38-й армии, защищавшей рубеж Житомир — Фастов, понесли тяжёлые потери. Во время этих боев В. Д. Антонов пропал без вести.

## Награды
- Медаль «Золотая Звезда» (29.10.1943);
- орден Ленина (29.10.1943);
- медаль «За отвагу» (09.09.1943).

## Память
Памятник Герою Советского Союза В. Д. Антонову установлен в селе Полевые Локотцы Липецкой области.
В 2016 году на Федеральном военном мемориальном кладбище установлен кенотаф.

## Документы
- Общедоступный электронный банк документов «Подвиг Народа в Великой Отечественной войне 1941—1945 гг.» Архивировано 13 марта 2012 года.

Представление к званию Героя Советского Союза и указ ПВС СССР о присвоении звания. Архивировано 12 мая 2013 года.
Медаль «За отвагу» (приказ о награждении). Архивировано 12 мая 2013 года.
- Обобщённый банк данных «Мемориал». Архивировано 10 мая 2012 года.

ЦАМО, ф. 58, оп. 977521, д. 125 (недоступная ссылка — история).